# Александар Јеремић Цибе
Александар Јеремић Цибе (Београд, 30. април 1925. — Београд, 5. август 2008.) био је српски сликар и графичар. 

## Биографија
Александар Јеремић Цибе је дипломирао 1949. на Академији ликовних уметности у Београду. Сликарство је учио код Младена Јосића, Ивана Табаковића, Саве Рајковића, Михајла Петрова и Марка Челебоновића.  Имао је преко 30 самосталних изложби у Југославији и многим европским земљама, а прву самосталну изложбу приредио је 1953. у Београду под називом „Кровови Београда“.
Студијски је боравио у Енглеској, Француској, Холандији, Белгији, Италији, Немачкој и бившем СССР-у.
Јеремић је био познат по циклусима приморских градова и посебно музичара. На неколико стотина цртежа насталих током шест деценија рада препознају се музичке дворане и прослављени музичари на њиховим подијумима. Ревокс (Revox), швајцарски произвођач музичке електронике за појачање и репродукцију звука, одабрао је на међународном конкурсу Јеремићев цртеж гудача и прогласио га својим заштитним знаком.

## Уметнички стил
У првој фази Јеремић је сликао поетско-реалистичке пејзаже градова и композиције инспирисане архитектуром. У својим каснијим циклусима Концерата доживљај музике је трансформисао у визуелне структуре често на граници апстракције.
Његов уметнички израз обухватао је апстрактне и фигуративне елементе. Боје, линије и облици у његовим сликама причају приче о животу и хармонији.